# オーギュスト・ペレによって再建された都市ル・アーヴル
オーギュスト・ペレによって再建された都市ル・アーヴル（オーギュスト・ペレによってさいけんされたとしル・アーヴル）は、北フランスの港湾都市ル・アーヴルの中心街を指す、ユネスコ世界遺産としての登録名。第二次世界大戦後に行われた大規模な都市再建が、20世紀における都市計画の優れた例証として評価された。

## 背景
第二次世界大戦が始まると、ル・アーヴル港はイギリス軍の補給基地として利用されたが、1940年6月から始まったドイツ軍による侵攻によって、イギリス軍は撤退した。そしてフランス降伏ののち、街は対英攻撃（アシカ作戦）を準備していたドイツ軍に占領された。
1944年9月5日から6日にかけて、戦時中の最も苛烈な爆撃がイギリス空軍によって遂行された。これは占領中のドイツ軍を弱体化させ、3ヶ月前にノルマンディに上陸していた連合国軍の補給を容易にすることが目的で、中心市街と港を攻撃の対象としていた（タブラ・ラサ作戦）。都市は1944年9月まで休みなく続いた爆撃にさらされ、死者5000人、家屋の破壊12500戸、家を失った者80000人の被害を出した。

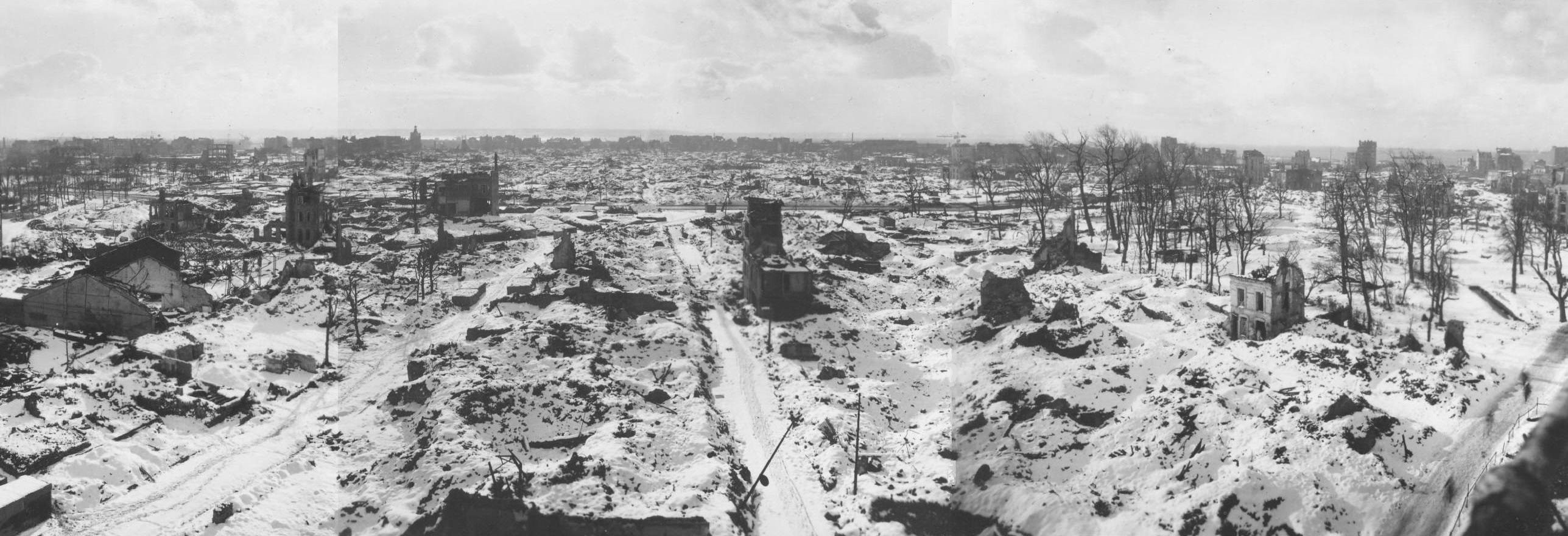
空襲と艦砲射撃と市街戦で破壊されたル・アーヴルの廃墟（1944年冬）

中心市街は廃墟となり、連合国軍によって解放されたときには、ル・アーヴルはヨーロッパの都市のなかで最大級の惨状を呈した都市のひとつであった。今日、連合軍のこの作戦の軍事的な利点は、再び問い直されている。ル・アーヴルにとっての解放は非常に苦いものであり、住民たちの記憶に強く刻印されることとなった。

## 再建
1945年春に、都市再建省 (le Ministère de la Reconstruction de l'Urbanisme) は、ル・アーヴル中心市街の再建を、オーギュスト・ペレの工房に委託した。ペレは、古い建物が何もないまっさらな状態を作り、そこに新都市建造のための古典主義的諸理論を適用したいと考えていたところだった。この再建の資材として考慮されていたものは、コンクリートだった。
1945年から1964年にかけての再建は、その再建範囲の広さ、ペレ工房の理論的統一性、一連の都市計画、プレハブ工法の適用などによって、再建された都市の中でも特異な歴史を体現するものであった。同時に、建築史と都市史において、20世紀の最も顕著な例証といえるのである。

## 計画

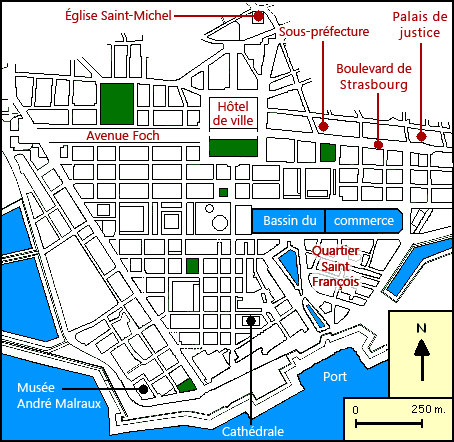
再建後のル・アーヴルの地図

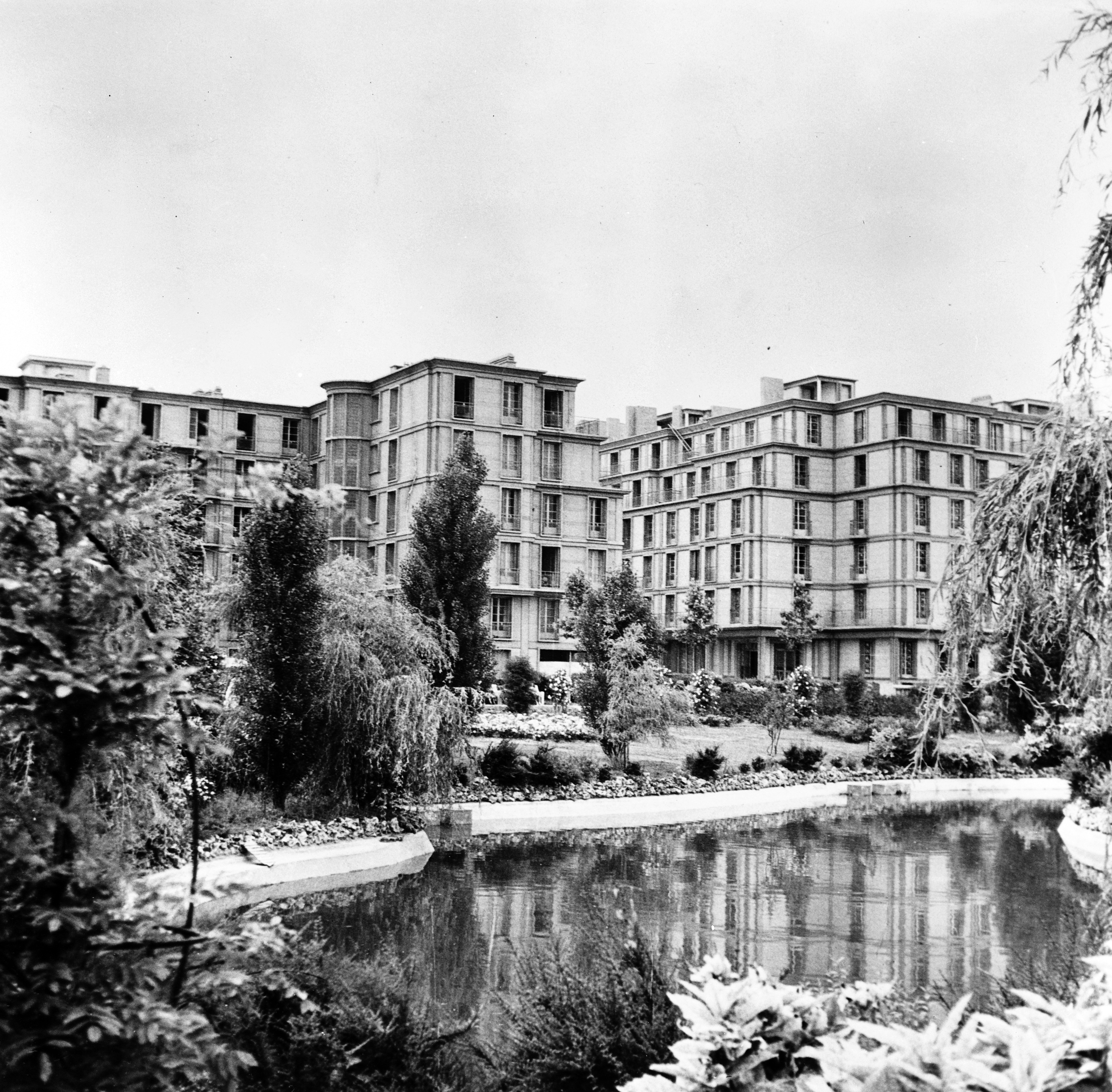
再建中のル・アーヴル（1948年）

中心街の計画は直交を基軸とするものである。横に走る街路は幾何学的に配置され、街は碁盤目状になっている。こうした規則性は、古代エジプトのアレクサンドリアやポンペイ、条坊制都市など、古代の都市の多くで見られたものである。日本の北海道や北アメリカの都市にも、マンハッタンやサンフランシスコの中心業務地区などに見ることが出来る。
しかし、碁盤目状の地形図は、いくつかの理由からこの都市の街区に厳格には適用されなかった。中心街の西を斜めに走り三角形を形成しているフランソワ1世大通り (le boulevard François Ier) もその一例である。また、戦火をまぬかれた歴史的建造物類も、碁盤目状の区画を妨げる一因となった。市街地南東の運河に囲まれたサン＝フランソワ地区はフランソワ1世により建設された市内最古の地区であり、ペレによる再建案は実現されず戦争前の街路に沿ってレンガ造りでの再建が行われた。
そうした例外はあるものの、都市計画の観点では、ル・アーヴルの碁盤目状計画は、都市空間を厳格に組織し、風通しのよい直線的な街路に、整然と住宅のファサードを並べることを可能にした。碁盤目の横の長さは6.24mを基準としてその整数倍とされており、これは当時のコンクリートの梁の長さにとって最適な範囲が企図されたものである。こうした抜本的な都市計画の実現は、度重なる爆撃によって中心市街の多くが更地と化したことで可能になった。中心街のかつての姿は今日では見る影もない。現在の主要幹線道路は次の3つである。
- 北には、19世紀の街区であったストラスブール大通り (le boulevard de Strasbourg) を延長し、オケアノス門 (Porte Océane) に至る。東西のフォシュ通り (l'avenue Foch)
- 港には、市庁舎につながっているパリ通り (La rue de Paris)
- 西にはフランソワ1世大通り

## 住居

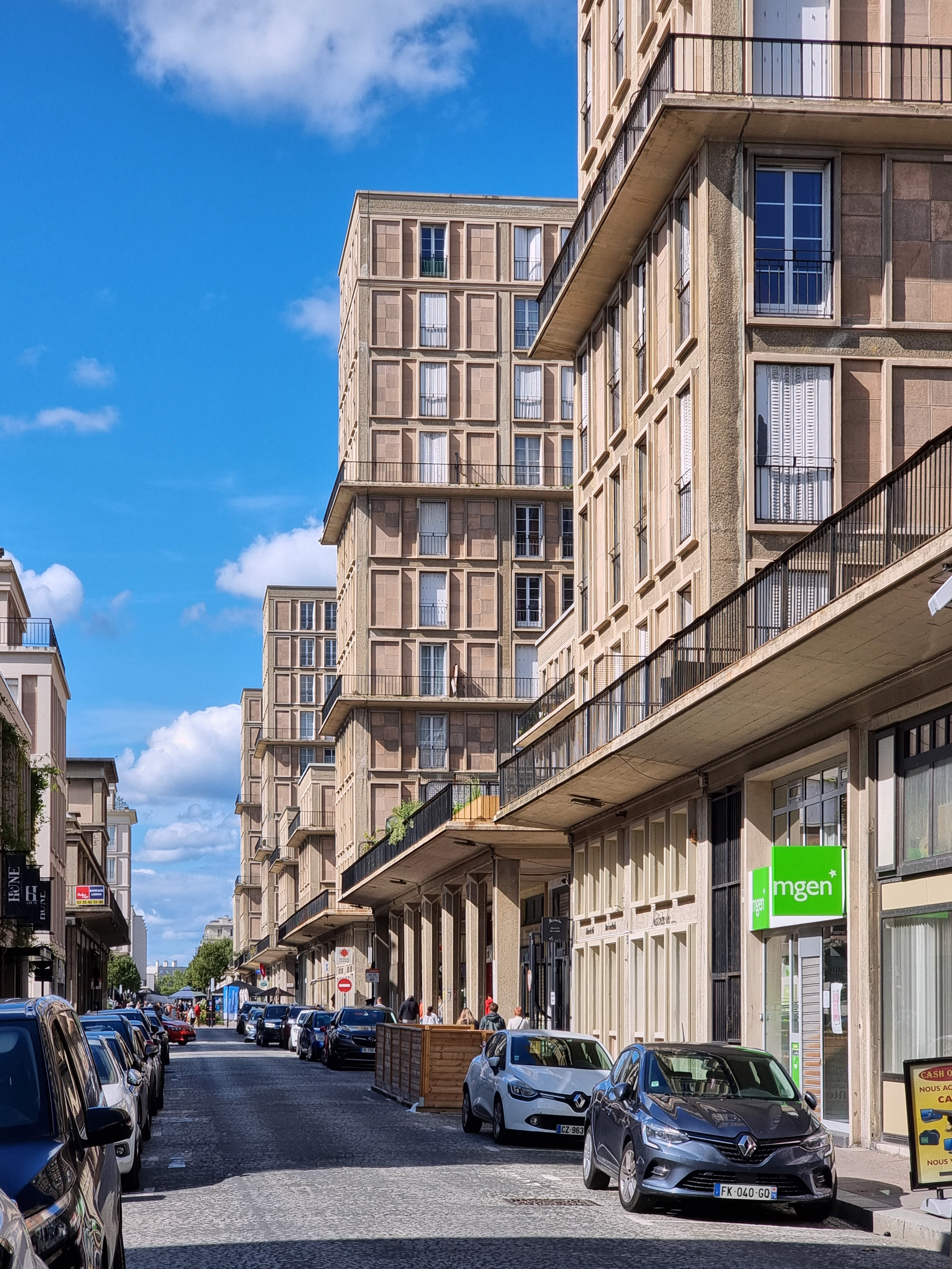
ル・アーヴル中心部の街並み

オーギュスト・ペレは均質化した住居もデザインした。
- 古典様式の各階
  - 土台としてはブティックや住宅になっている2階分
  - その上にはバルコニーや、さらに2階分の住宅
  - 上部には奥まった最上階
  - 平らな屋根
- 内装
  - 円柱
  - （特にフォシュ通りで見られる）浅浮き彫り (bas-relief)
  - エジプト式の柱頭
  - エンタブラチュア
  - コーニス（軒蛇腹）
  - サロンや台所などの各部屋に光を届ける大きな窓
- 中心街の再建されたほとんどの物件は、公有物であれ共有物であれ、当時としては革新的なコンセプトで作成された。
- 内部空間は非常に明るくなっており、セントラル・ヒーティング、はめ込み戸棚、ダスト・シュート、ガレージ、エレベータなどが備わっている。また、断熱や防音にも配慮がされている。
- 屋根では、テラスの使用に制約がなかった。

## 名所

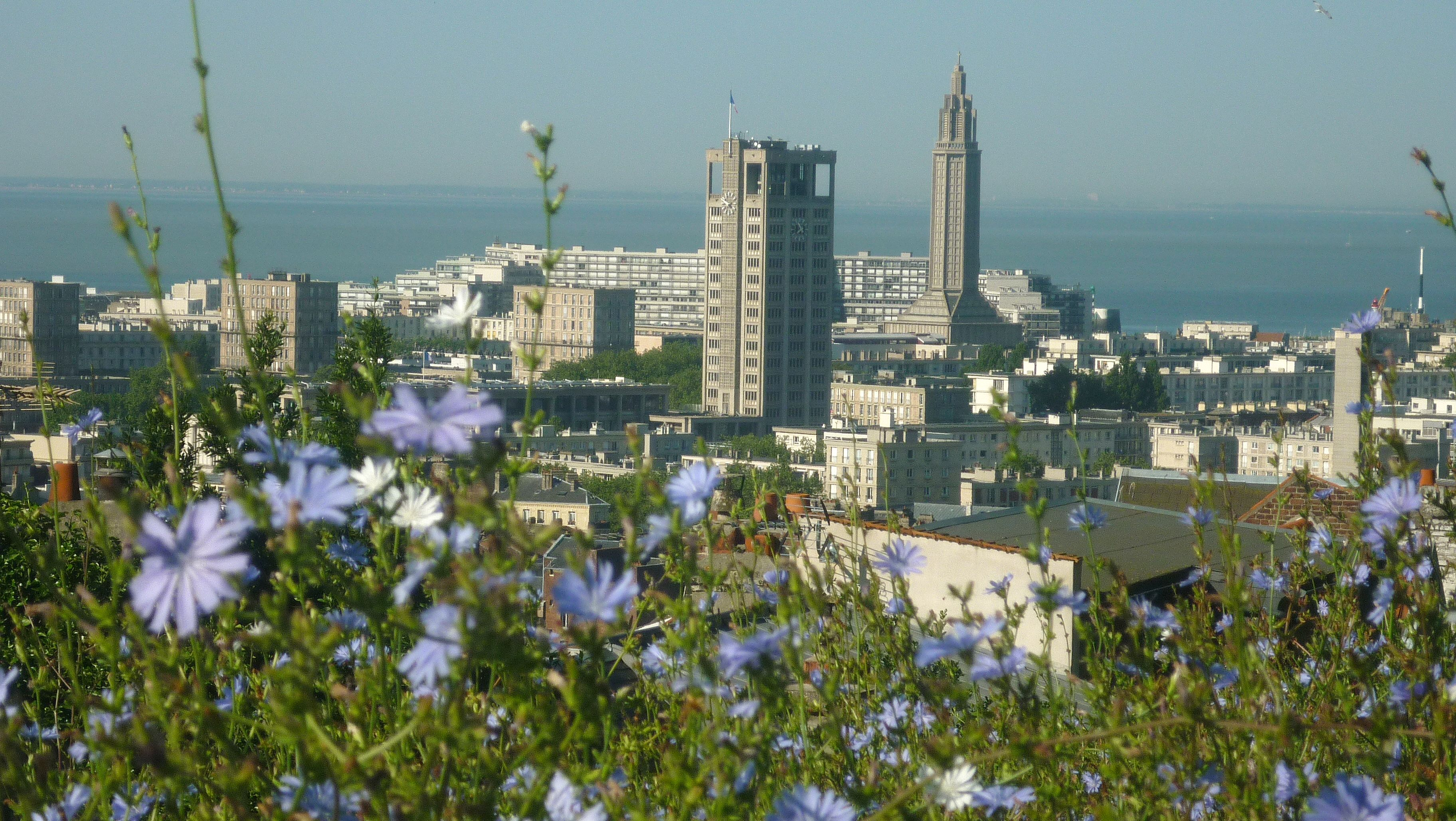
ル・アーブル中心部のパノラマ。中央は市庁舎、奥はサン＝ジョゼフ教会

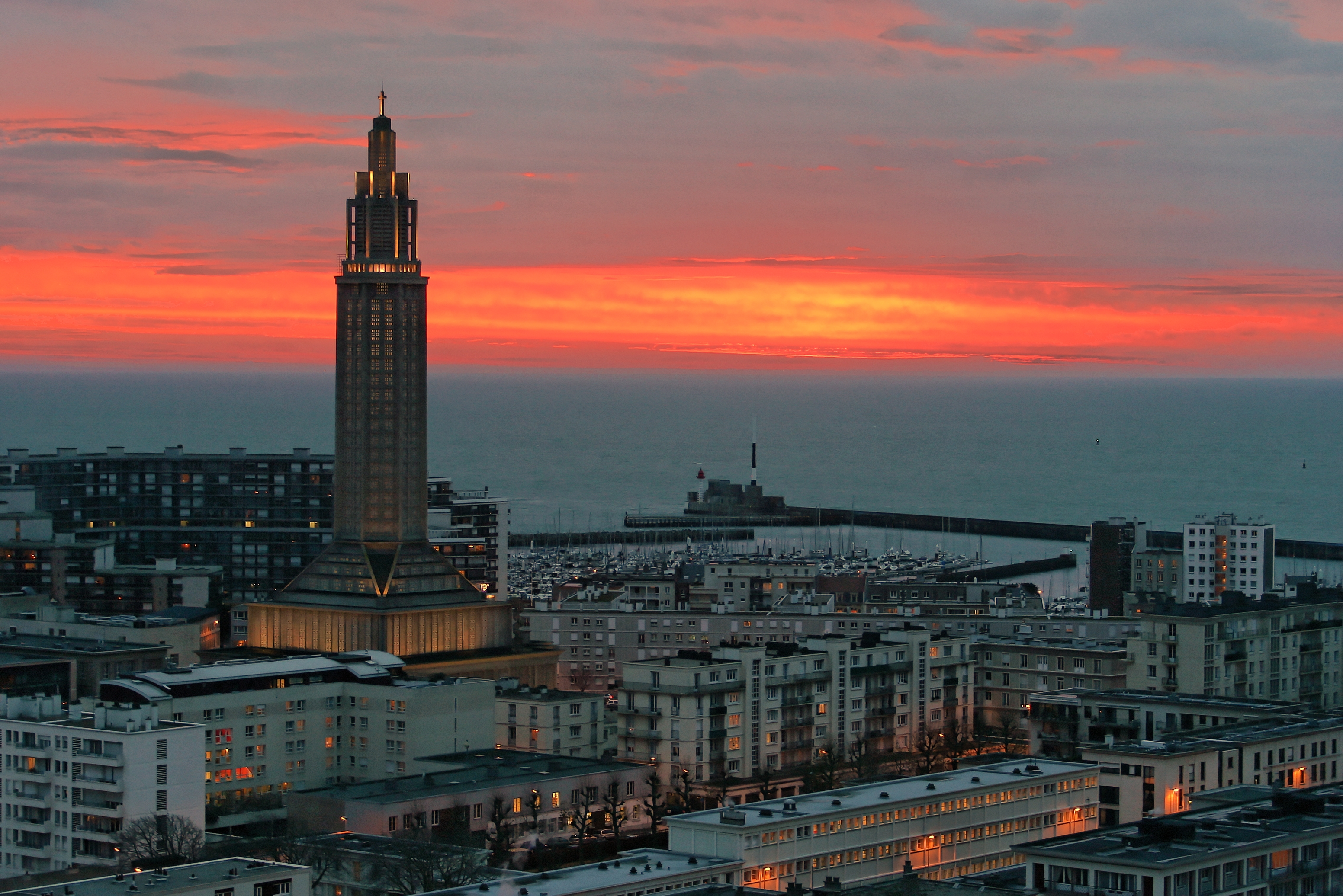
サン＝ジョゼフ教会の塔

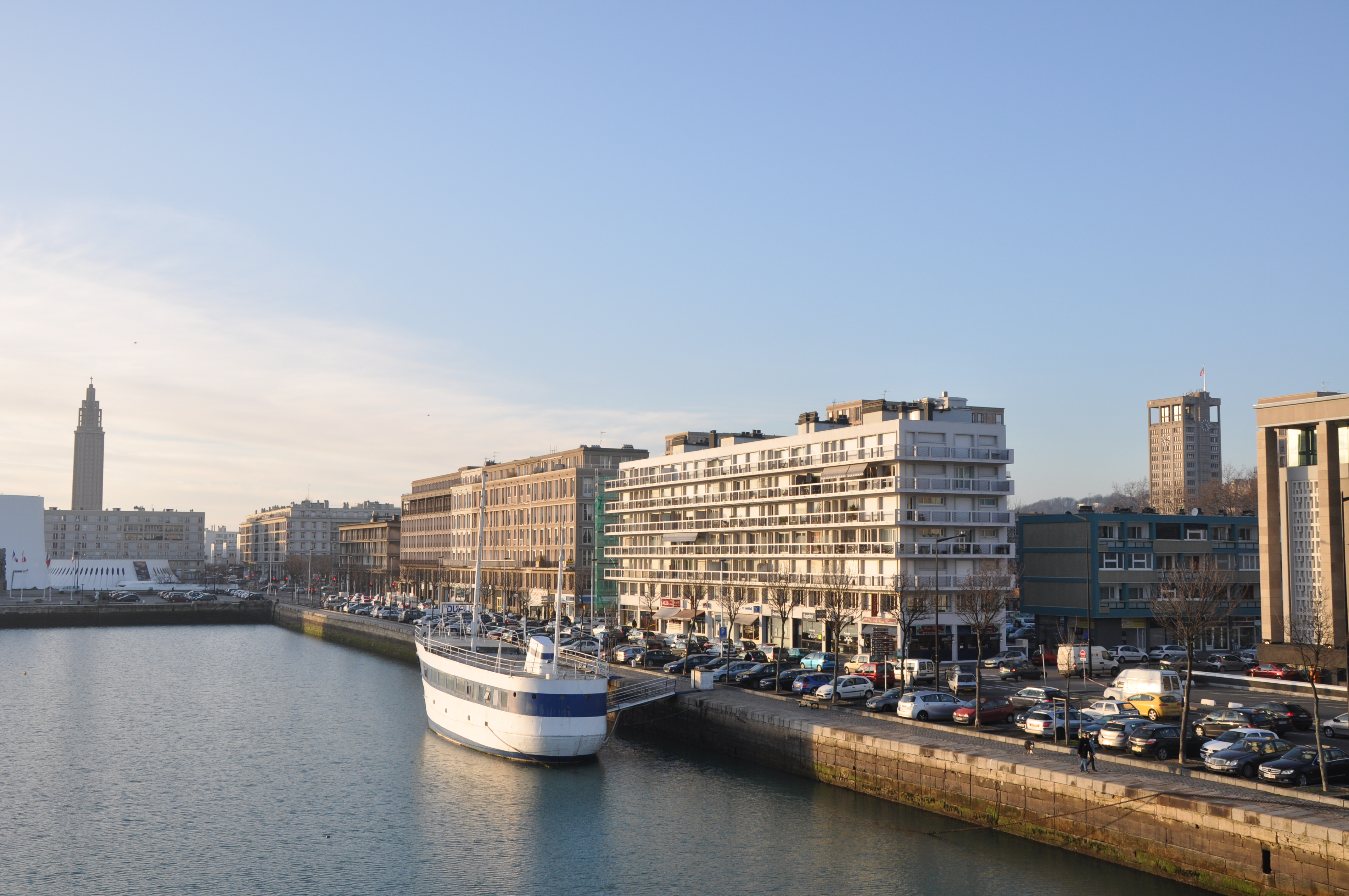
ル・アーブル中心部の運河（バッサン・デュ・コメルス）に面したジョルジュ・サンク通りの街並み

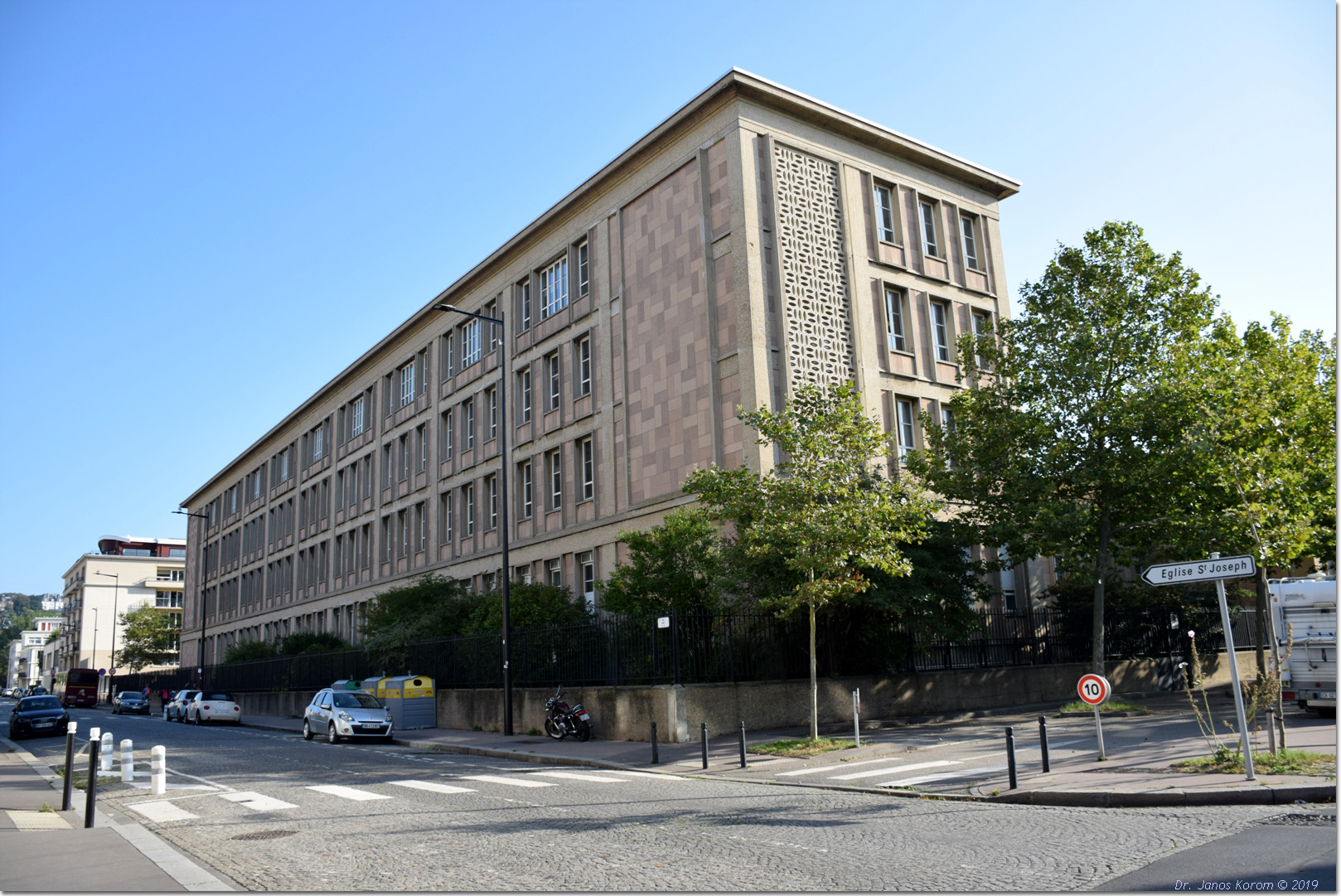
ラウル＝デュフィ中学校

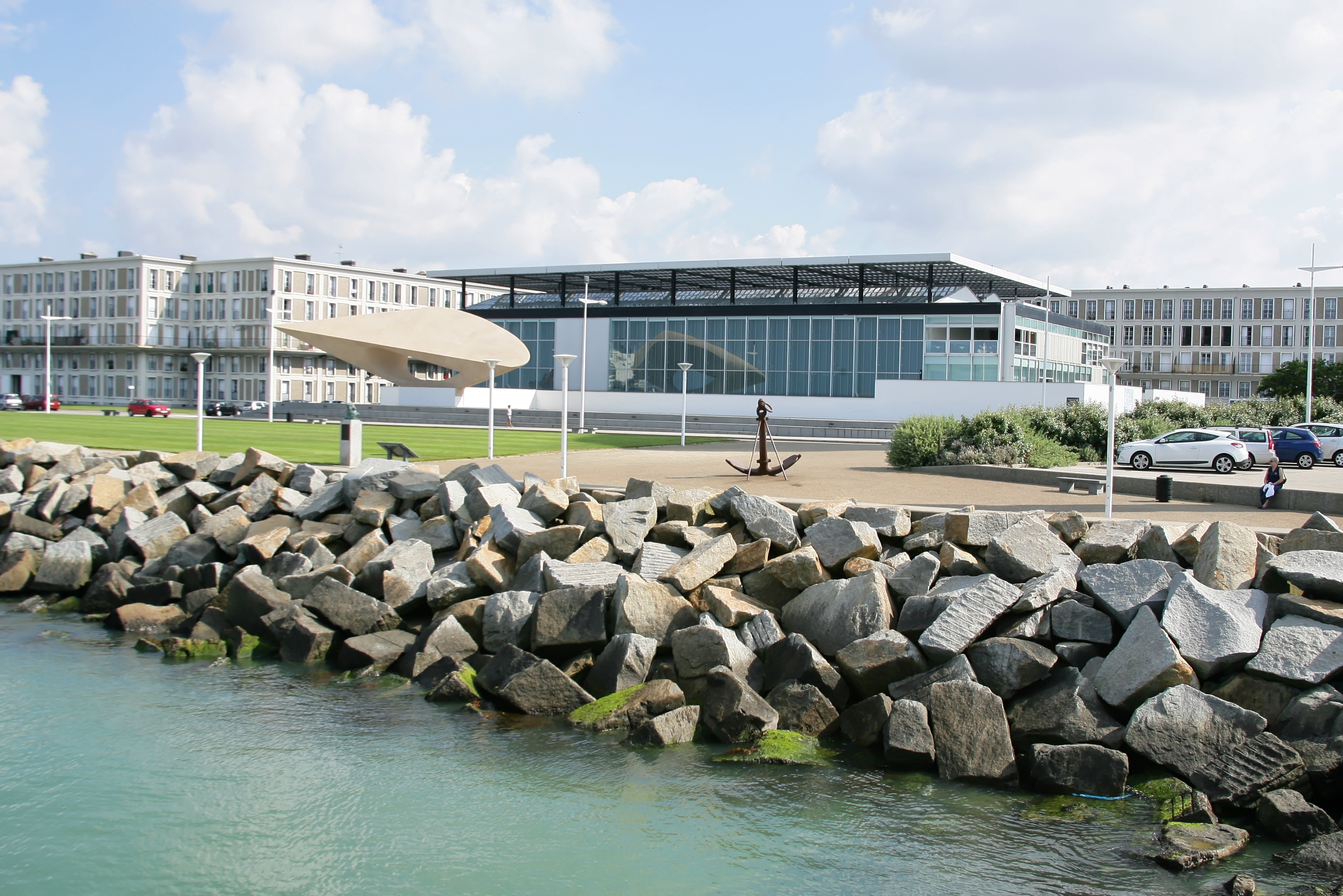
アンドレ・マルロー美術館

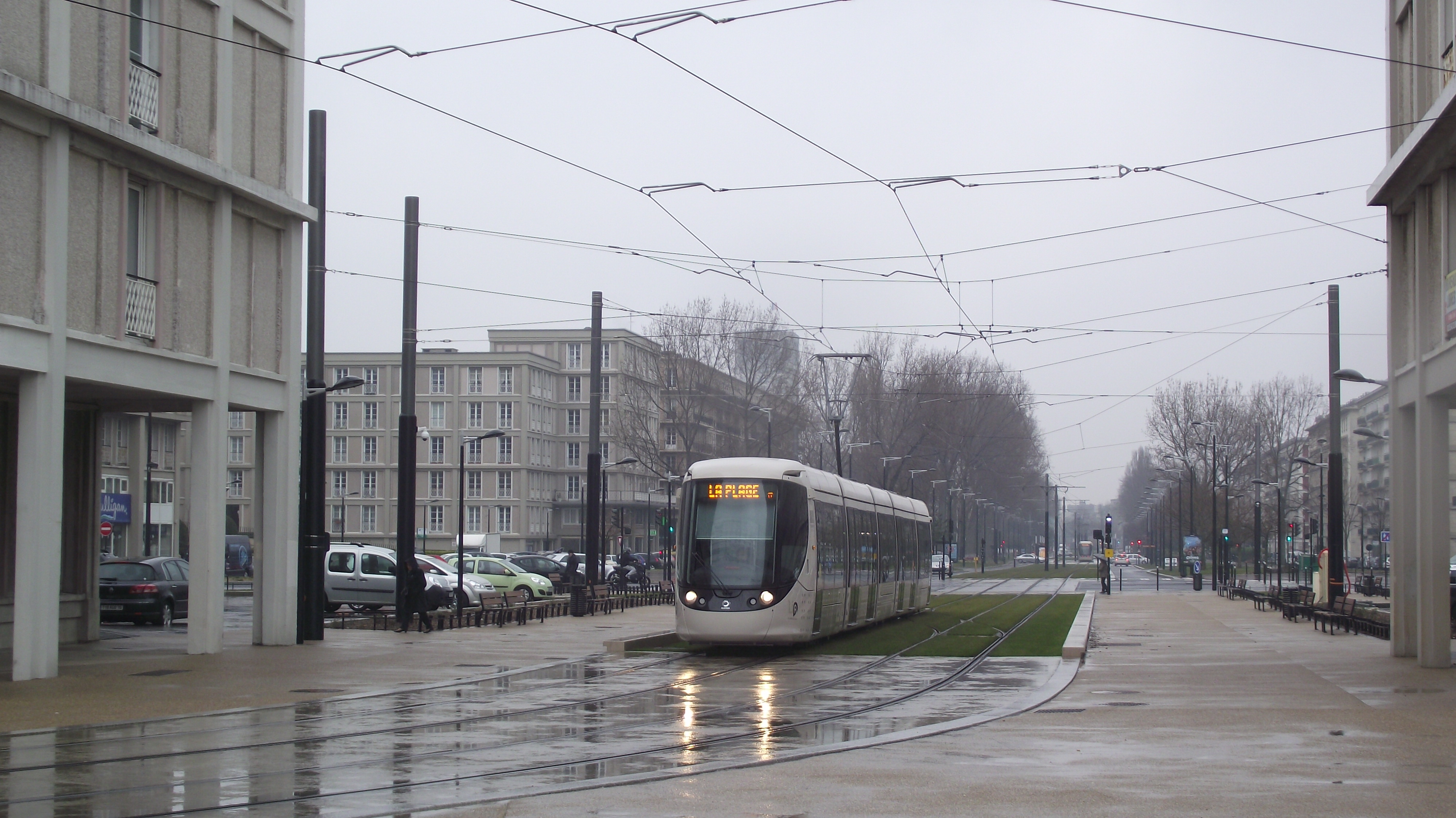
フォシュ通り

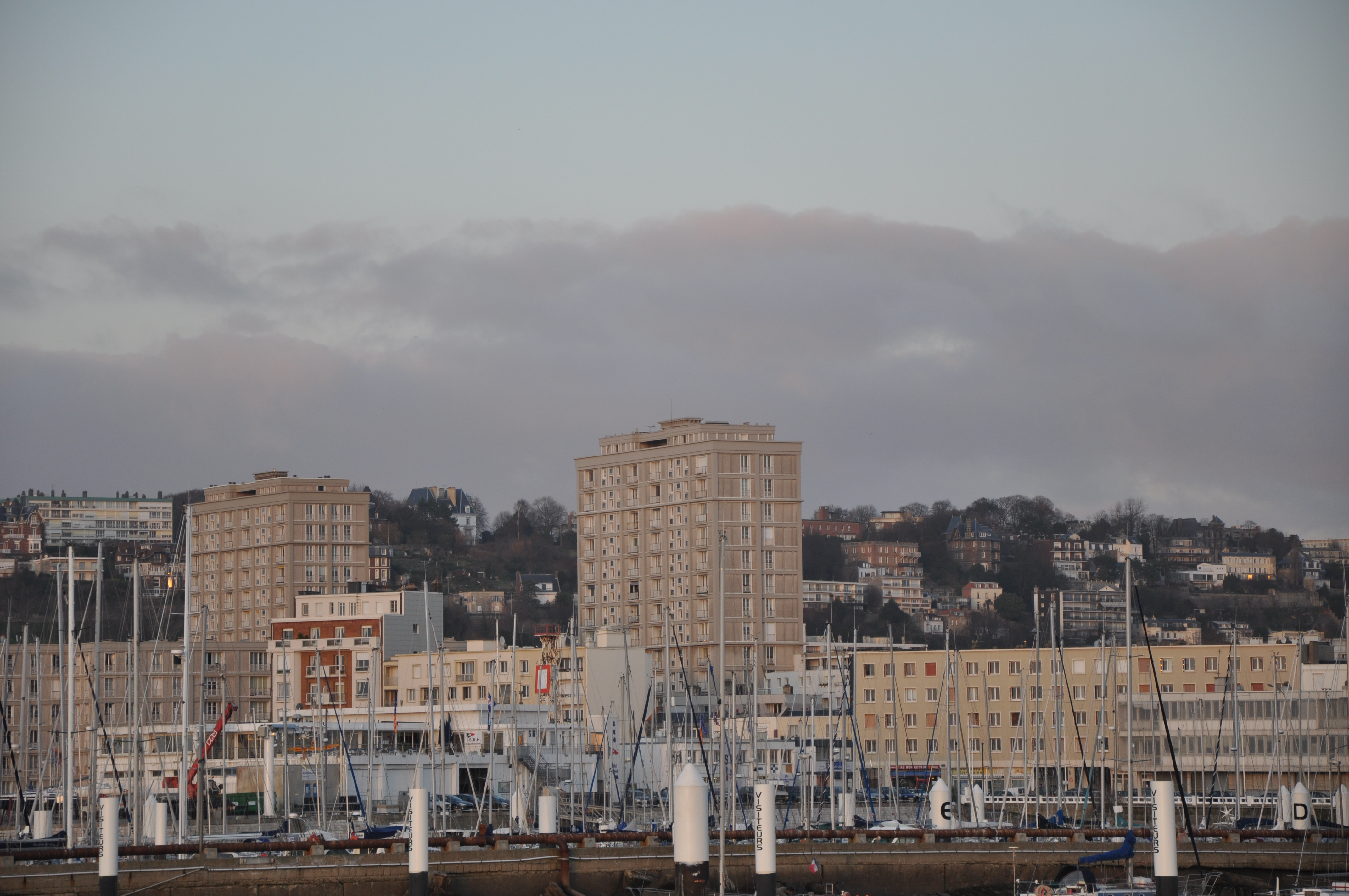
オケアノス門のツインタワー

サン＝ロシュ・スクウェア (Square St.-Roch)
再建地区と、残存した地区をつなぐ素晴らしい庭園。
サン＝ジョゼフ教会 (église Saint-Joseph)
オーギュスト・ペレ最後の作品。彼の手でデザインされたこの新しい教会は、信仰に捧げられた聖域であると同時に、第二次世界大戦の犠牲者たちの記憶を大切にするモニュメントをも表現していた。実際の建築に当たったのは、レイモン・オーディジエ (Raymond Audigier) であった。1954年にペレが死んだが、ジョルジュ・ブロシャール (Georges Brochard) は、師であるペレが本当に作りたかったような形で鐘楼を手がけて、この教会を完成させた。その工事は1951年末に始まり1956年に終わった。この教会は1964年に献堂され、翌年には、早くも史跡に関する法律で保護されることとなった。
教会の平面図はギリシャ十字型であり、八角形の土台を持つ尖塔は110mの高さである。頂塔はマルグリット・ユレ (Marguerite Huré) の手になる色鮮やかなステンドグラスを通じて、教会内に光を差し込ませてくれる。
修復に関する大規模な工事は2003年から2005年にかけて行われた。2005年9月25日には、新しいパイプオルガンの据え付けられた高壇で、教会の再公開を祝って華やかな除幕式が執り行われた。
サン＝ミシェル教会
1960年から1964年に行われた再建には、一連の再建工事に携わっていた地元の建築家の一人、アンリ・コルボック (Henri Colboc) があたった。屋根の形は開かれた聖書を表している。教会のそばに立つ42mの小鐘楼は、大きな蝋燭を思わせるものである。
市庁舎
ペレとトゥルナンの作品である市庁舎は、1958年に落成した。着工は1953年のことであるが、19階建て、高さ72mの鐘楼然とした塔の着工は1954年のことだった。隣接の劇場の工事は、1967年まで続いた。
建物北面のファサードの拡張は1987年に行われたが、美的には議論の余地がある。また、市庁舎前の広場南部の庭園は、ペレが個人的にデザインしたものであったが、1980年に様相が一変した。泉や木々、エキゾチックな組木格子などが加えられ、芝生や花のスペースが広がったことで、元々の庭園の金属的な景観が失われたのである。
カジノ
カジノはジュール＝フェリー広場にあり、2006年6月1日に開場したものである。この建物は、元々は商業会議所が入っていた商品取引所だった。それは4階建ての荘厳な建物で、建築家オテッロ・ザヴァローニ (Othello Zavaroni) が手がけ、1957年7月22日に落成したものであり、カジノになった現在でも当時の外観は保存されている。
12000m2の内部にはカジノ、レストラン、バー、ホテルなどが入っており、大きく改装されているが、2枚のフレスコ画は保存されている。
ラウル＝デュフィ中学校 (Collège Raoul-Dufy)
この中学校はかつての女子高であり、1953年に再建された建物はピエール＝エドゥアール・ランベール (Pierre-Edouard Lambert) が手がけた。建築的には一つのモニュメントと認められたおかげで、きちんと再建してもらうことが出来た。北側では、のちにオリジナルの校舎に付け加える形での拡張工事が行われた。
プランタン百貨店 (Grand magasin du Printemps)
これはル・アーヴルの建築家アレクサンドル・フランシュ (Alexandre Franche)、アンリ・ヴェルノー (Henri Vernot)、ノエル・ブシェ (Noël Boucher) らによって1953年に建てられた。この建物は他の再建物件とは異なり、曲線的にデザインされており、当時の建物は総ガラス張りだった。
商業学校 (école de commerce)
この建物は1954年に、ペレ工房の精神を忠実に受け継いだ建築家ロベール・ロワイヨン (Robert Royaon) が建てた。この格子状のガラス張りの建物には、1993年まで螺旋階段があったが、拡張工事の折に取り壊された。
アンドレ・マルロー美術館 (Musée des Beaux-Arts André Malraux)
ギ・ラニョー (Guy Lagneau)、ミシェル・ヴェイユ (Michel Weill)、レイモン・オーディジエらによって、 1959年から1961年の間に再建され、1961年に開館した。この美術館は戦後に再建されたフランスの美術館のなかで最初のものであった。この建物は、ガラス、アルミニウム、鋼鉄などで作られた優雅な箱のような姿をしている。日よけ用のルーバーを通して差し込む光は、建物の隅々に行き渡る。1967年までは1階にフランス文化館 (Maison de la Culture de France) が入っていたが、現在は市庁舎に隣接する劇場内に移設されている。
図書館
ジャック・トゥルナンやジャック・ラミによって1963年に建てられた。この図書館は2つの垂直な建物から成る。本館の屋根はサン＝ミシェル教会に倣って開いた本を思わせるものになっている。
フォシュ通り
ヨーロッパで最大のアヴェニューの一つであり、パリのシャンゼリゼ通りよりも大きい。この通りは、西端は市庁舎に、東端はオケアノス門につながっている。この通りはメインストリートと、商店などが並ぶ脇道とからなり、通りに並ぶ建物は1954年に建てられた。これは6階建てで、ファサードには第二次世界大戦の人々が刻まれた浅浮き彫りで飾られている。
オケアノス門
この門はペレのアトリエの再建地図から生まれたものであり、14階建て47.5mの双子の塔が一体となっている。
オケアノス門はモニュメント的な装飾で飾られている。1951年から1953年にジャック・ポワリエ (Jacques Poirrier) が建てた北部は、プレハブ工法が適用されている。他方、アンドレ・エルマン (André Hermant) が1951年から1956年に手がけた南部は、より伝統的な木枠の技術が使われている。
パリ通り
1945年以降、ペレはパリ通りの住居の類型学を研究した。その基盤を尊重する形で、40人ほどの地元の建築家たちが、50年代に分担して建築した。

## 世界遺産

### 登録経緯
ル・アーヴルの世界遺産への登録は平坦なものではなかった。オーギュスト・ペレの作品は評価の一方で批判にもさらされており、またユネスコは現代の景観を登録することがほとんどないという点がネックと考えられた。
しかし、いくつかの点から登録基準は満たしていると判断され、まずはフランスの暫定リストに加えられ、他のリスト登録物件（セヴェンヌ国立公園、ジロンド河岸、ニューカレドニアの礁湖）などとともに審議対象となった。

### 登録
ユネスコは、ル・アーヴルの再建された中心街がもつコンクリート建築としての革新性や可能性を示したことを評価し、2005年7月15日に中心街の133ヘクタールを戦後都市計画の優れた例証として、世界遺産に登録した。
産業遺産、文化的景観、20世紀建築などの登録を推進していくとするグローバルストラテジーの採択以降、現代建築の登録もしばしば見られるようになったが、20世紀都市景観が世界遺産に登録されたのは、ヨーロッパではあまりないことである。

### 登録基準
この世界遺産は世界遺産登録基準のうち、以下の条件を満たし、登録された（以下の基準は世界遺産センター公表の登録基準からの翻訳、引用である）。
- (2) ある期間を通じてまたはある文化圏において、建築、技術、記念碑的芸術、都市計画、景観デザインの発展に関し、人類の価値の重要な交流を示すもの。
- (4) 人類の歴史上重要な時代を例証する建築様式、建築物群、技術の集積または景観の優れた例。

### 登録の反響
登録直後の2005年7月18日には、市庁舎広場で登録を祝う大規模な集会が開かれた。また、それ以降ペレの建築のオリジナルの姿が尊重されるようになり、当時の色使いや材質で維持されねばならないことになった。また、市庁舎は隣接する1950年代当時を再現する博物館を建てた。
ル・アーヴル市では、この登録によって観光客（特に外国人）の増加を見込んで、海水浴場やカジノを新設するなど、観光業に力が入れられている。